# Palmilla
Palmilla är en kommun i Chile.   Den ligger i provinsen Provincia de Colchagua och regionen Región de O'Higgins, i den södra delen av landet, 140 km sydväst om huvudstaden Santiago de Chile.
Trakten runt Palmilla består till största delen av jordbruksmark. Runt Palmilla är det ganska tätbefolkat, med 100 invånare per kvadratkilometer.